# アマダレガイ
アマダレガイ（雨垂れ貝）、学名 Pluviostilla palauensis はアマガイモドキ科（あるいはアマダレガイ科 Globocornidae に分類される巻貝の一種。パラオの海底洞窟で発見された死貝に基づいて1999年に新属新種として記載されたが、あまりにも風変わりな形から、新種記載の時点では所属の科が特定されずに、単に新属新種として記載された。和名は殻形を雨滴に見立てたもの。属名はラテン語の「pluvia（雨）」と「stilla（滴）」を合わせたもの、種名は「パラオに産する」の意。
その後よく似た種がキューバの海底洞窟から発見されたが、こちらが2010年に新属新種として記載された際には同時に新科 Globocornidae も創設され、その中でアマダレガイもこの新科のものとして扱われた。しかし海産動物のデータベース WoRMSではアマダレガイはアマガイモドキ科に置かれており不一致が見られる。

## 分布
インド太平洋：パラオの海底洞窟内（北緯07度07分11.10秒 東経134度14分08.82秒 / 北緯7.1197500度 東経134.2357833度）。

## 形態
ホロタイプは殻高3.93mm、殻幅2.70mm、知られている最大個体でも殻高4.35mm、殻幅3.56mmと微小。全体に白色で斑紋などは全くない。上層部はほとんど平坦か極めて低いドーム型、続く中層部は膨大し、下層部が殻口側に向かって急激にすぼまるため、全形はイチジクの実型、もしくは熱気球型。
巻き始めの胎殻はわずかに乳頭状に突出し、それ以降の後成殻は、しばらくは平たく巻いて6層目付近まで殻径を増大しつつ成長し、螺管の断面は丸みのある四角形で、大きな臍孔をそなえたクルマガイのような形態をとる。しかし7層目付近からは螺菅が急激に中心寄りに巻き始め、下方に向かって成長するため、下層の方が上層よりも殻径が小さくなるとともに、それまで広かった臍孔も螺管によって塞がれてしまう。最終的には殻口は殻の下端の中心付近に開口し、全体がイチジク型になる。
殻口はやや管状で開口部は楕円形、内唇側は弱く反転して僅かに隔壁状を呈し、そこに低く弱い2歯がある。外唇と底唇は鋭い。ただし図示された写真では、殻口の最外縁は必ずしも滑らかではなく、むしろ破断しているようにも見えるため、本来の形態の一部が破損して失われている可能性もある。
殻表の大部分には彫刻がなく、縫合（螺層どうしの接着線）も滑らかに接合するため全体に平滑だが、次体層から体層（=最終螺層）にかけては弱い縦脈が連続的に現れる。殻体構造は、最外層には非常に薄い均質構造をもち、その下の内層は第一次薄板をもつ交差板構造からなる。交差板構造の外層寄りには3層ほどの非常に薄い稜柱状構造の層を挟む。
蓋や軟体部は不明。

## 生態
パラオにある、ダイバーらがシアーズトンネル（Siaes Tunnel）と呼ぶ暗黒海底洞窟内から複数の死貝が得られたのみで、詳しい生態は不明である。死殻は洞窟内の水深25mから53.5mまでにあるいくつかの枝分かれした凹所内に溜まった石灰泥中から発見されたが、当初は海産貝類には全く似たものが知られていなかったことから、何らかの理由で陸産貝類の死んだ殻が海底洞窟内に溜まった可能性も考察された。しかし他に陸上由来のものが全く見当たらなかったことや、殻が比較的新鮮だったことから、近い過去にこの海底洞窟内に生息していた、あるいは現在も生息している可能性があると結論された。また殻の形態から、おそらくは洞窟内の壁などに殻口側を上にして着生し、殻頂を下にして水滴がぶら下がったような姿勢で生活していた（いる）のではないかと推定されている。

## 分類
科の所属
軟体部の特徴が不明なことと、他に類似のものが全く見当たらないことから、新種記載時に「本種の分類学的位置は謎である」と記されたほど風変わりな貝である。しかし胎殻の特徴は「アマオブネ上目」（Neritopsina）[= Neritimorpha：アマオブネ亜綱、アマオブネ型類]のゴマオカタニシ科のそれに良く似ていることや、内唇に隔壁状構造と歯状突起があること、殻体構造が最内層に複合交差板構造を欠く以外は一般的な「アマオブネ上目」の貝類によく見られるものであることなどから、この一群に属するものであろうとの推定がなされた。
その後もしばらくは化石種、現生種を通じて本種に類似したものは見つからなかったが、2010年にキューバ西端の海底洞窟から螺層部の形態がアマダレガイに大変よく似た種 Globocornus darwini （下記）が新属新種として記載され、この種のために新科 アマダレガイ科 Globocornidae も創設された。このキューバの種では殻口部が雨どいの出口のようにパイプ状に伸びて殻口縁がラッパ状に広がるが、それ以外はアマダレガイに非常に似ており、新科の創設にあたってはアマダレガイも明らかにこの新科に属するものであると述べられている。しかし海生生物のデータベースWoRMSでは、2015年3月現在でもアマダレガイはアマガイモドキ科に分類されており、本項の分類もそれに従っているが、同じアマガイモドキ上科内に新科 Globocornidae を認めながらアマダレガイのみをアマガイモドキ科に置く理由は不明である。
類似種
- Globocornus darwini Espinosa & Ortea, 2010[3]

アマダレガイに非常によく似ているが、殻高12.36mm、殻径6.57mm（ホロタイプ）とはるかに大型で、殻口が雨どいの排水口のように伸び、口縁が広がる。アマダレガイの殻口も破損していなければ同様の形態を示す可能性もあるが、殻口部を除いてもやはり2倍以上の大きさがある。キューバ西端のグアナハカバイブ半島（en）にあるYemayá海底洞窟内の水深17mと37mの堆積物中から死殻が採取された。

## 人との関係
特に知られていない。